# Andreas Henrik Stibolt
Andreas Henrik Stibolt (født 10. maj 1739 på Christiansø, død 5. juni 1821 i København) var en dansk søofficer, bror til Hans Henrich og Ernst Wilhelm Stibolt.

## Karriere
Han var søn af kommandørkaptajn og kommandant på Christiansø Caspar Henrik Stibolt (3. september 1692 – 9. marts 1779) og Cathrina f. von Harrasoffski (4. august 1711 – 24. juni 1782). Han var ikke kadet og må altså have fået sin uddannelse på anden måde, blev sekondløjtnant i Marinen 1759, premierløjtnant 1763, kaptajnløjtnant 1770, kaptajn 1776 og kommandørkaptajn 1789. Efter nogle togter i eskadrerne ledsagede Stibolt 1765 kaptajn Frederik Christian Kaas på dennes sendelse til Marokko og fortsatte efter hjemkomsten sin uddannelse på de årligt udrustede skibe. 1776 modtog han guldmedaljen pro meritis. 1777 naturaliseredes hans fader med descendenter som hørende til dansk adel. 1781 blev han ekvipagemester samt medlem af Konstruktionskommissionen, to år senere kammerherre.
På dette tidspunkt anvendtes Stibolt også jævnlig i en del krigsretter, der nedsattes over søofficerer, bl.a. den kendte ret over kaptajn Peter Schiønning; han var her det eneste medlem, der – rigtignok forgæves – søgte at modarbejde den uretfærdigt hårde dom, denne officer måtte lide. Stillingen som ekvipagemester ombyttede han 1792 med kadetchefsposten, hvilken han beklædte indtil 1797, afbrudt af et togt med orlogsskibet Sjælland 1794. 1797 kom det frem, at der under hans virksomhed som ekvipagemester var begået nogle uordener ved besigtigelsen af mastetømmer. Stibolt blev i den anledning stillet for en generalkrigsret, der idømte ham 3 måneders civilarrest. Efter at have udsonet denne straf tog Stibolt sin afsked og trak sig tilbage til sit landsted Sømandshvile ved Rungsted, hvor han boede til 1808; fra 1809-11 ejede han Langholmgaard ved Alsønderup, Frederiksborg; her fra flyttede han til København, hvor han døde 5. juni 1821. Han var fra 1783 medlem af Det Kongelige Danske Landhusholdningsselskab og udarbejdede som kadetchef en del tegninger til brug ved undervisningen, stukne af Johann Friderich Clemens. Adskillige tegninger og malerier af ham er bevaret på bl.a. Det Nationalhistoriske Museum på Frederiksborg Slot, Orlogsmuseet, Den kgl. Porcelænsfabrik (sammen med broderen H.H. Stibolt, dateret 1763) og Søværnets Officersskole. Ligeledes optrådte han flere gange som forfatter af taler og mindre afhandlinger.
Stibolt blev 8. september 1773 gift med Christiane de Hemmer (19. april 1755 – 1. september 1817), datter af plantageejer på St. Croix Jens Peter de Hemmer (1720-1778) og Marie født Marcoe (1729-1778). Han blev far til Jens Peter Stibolt.
Der findes et portrætmaleri af Stibolt som stadig er i familiens eje.

## Værker
- Forlæg til 3 mauriske skibstyper gengivet i stik af Meno Haas i Georg Høst: Efterretninger om Marokos og Fes, 1760.
- Samling af adskillige Slags Skibe, Fahrtøyer, Joller og Baade etc. (tegning, 1763, s.m. broderen Hans Henrich Stibolt, Den kgl. Porcelænsfabrik)
- Tegnebog, Samling af alle Slags Skibe, Fartøyer, Joller og Baade (tegning, s.m. samme, Museet for Søfart)
- Prospekt af søslaget på Colberger Heide 1715, indledende fase (1777, signeret S.F., Det Nationalhistoriske Museum på Frederiksborg Slot)
- Søslagets sejrrige udfald (pendant, Frederiksborgmuseet)
- 6 skibsbilleder, forlæg for serie af akvatinter udført af Johann Friderich Clemens (o. 1795)